# Alvin W. Gouldner
Alvin Ward Gouldner (29. července 1920 – 15. prosince 1980) byl americký sociolog, profesor sociologie na univerzitách ve Washingtonu, St. Louis, Buffalu a Amsterdamu. Proslul svou kritikou sociologie, intelektuálů a svou teorií vztahu technologie a společnosti. Byl žákem Roberta Mertona. Byl označován za radikálního myslitele a jeho práce byly v silné interakci s radikálními politickými hnutími 60. let 20. století.

## Proti objektivitě
V knihách Anti-Minotaur: The Myth of Value Free Sociology (1964) a The Coming Crisis of Western Sociology (1970) se postavil proti tomu, aby se sociologie pokoušela být empirickou vědou a snažila se hledat objektivní pravdy. Sociologie je podle něj z podstaty subjektivistická, a měla by být ideálně "kriticky subjektivistická". Hájil rovněž Maxe Webera a tvrdil, že Weber nikdy neusiloval o to, aby sociologii "objektivizoval", ač se mu to často přisuzuje. Naopak symbolem nejhorších tendencí v sociologii pro něj byl funkcionalismus Talcotta Parsonse.
Na jeho kritiku sociologie navázala jeho kritika intelektuálů a intelektuálních pracovníků obecně, včetně vědců (v knize The Future of Intellectuals and the Rise of the New Class z roku 1979). Intelektuální pracovníci často podle Gouldnera vyrábějí z ideologických předpokladů "objektivitu". Základním cílem intelektuála i vědce by přitom mělo být spíše kritické myšlení a pochybování.

## Technologický determinismus
Roku 1976 vydal Gouldner knihu The Dialectic of Ideology and Technology. V ní popsal vývoj politických dějin i dějin idejí jako podmíněný technologií, a to zejména technologií komunikační. Klíčovou byla zejména jeho teze, že zvláštní diskurz zvaný ideologie byl zplozen díky nástupu tištěných médií, zejména novin. Pád ideologie byl způsoben nástupem filmu, rozhlasu a televize. Gouldnerův technologický a komunikační determinismus navázal na podobné pojetí Marshalla McLuhana, držel se však více v sociologickém rámci.